# Општина Кармен (Кампече)
Кармен (шп. Carmen) општина је у Мексику у савезној држави Кампече. Општина се налази на надморској висини од 10 м.

## Становништво
Према подацима из 2010. у општини је живело 221094 становника.

### Хронологија
| Година       | 2000                   | 2005                    | 2010                     |
| ------------ | ---------------------- | ----------------------- | ------------------------ |
| Становништво | 172076 (86219 / 85857) | 199988 (99738 / 100250) | 221094 (110317 / 110777) |

### Попис
| \| \| м \| \| \| ж \| \| 0—2 \| 6.017 \| \| \| 5.893 \| \| 3—5 \| 6.429 \| \| \| 6.152 \| \| 6—11 \| 12.629 \| \| \| 11.932 \| \| 12—14 \| 6.081 \| \| \| 6.266 \| \| 15—17 \| 6.438 \| \| \| 6.356 \| \| 18—24 \| 14.107 \| \| \| 14.469 \| \| 60+ \| 7.025 \| \| \| 7.199 \| \| Просек : \| 29,1 \| \| \| 29,4 \| |        |  |  |        |
| |        |  |  |        |
| | м      |  |  | ж      |
| 0—2 | 6.017  |  |  | 5.893  |
| 3—5 | 6.429  |  |  | 6.152  |
| 6—11 | 12.629 |  |  | 11.932 |
| 12—14 | 6.081  |  |  | 6.266  |
| 15—17 | 6.438  |  |  | 6.356  |
| 18—24 | 14.107 |  |  | 14.469 |
| 60+ | 7.025  |  |  | 7.199  |
| Просек : | 29,1   |  |  | 29,4   |

| #   | Индикатор                                                                                        | Вредност |
| --- | ------------------------------------------------------------------------------------------------ | -------- |
| 1   | Становништво од 0 до 2 године                                                                    | 11910    |
| 2   | Мушко становништво од 0 до 2 године                                                              | 6017     |
| 3   | Женско становништво од 0 до 2 године                                                             | 5893     |
| 4   | Становништво са 3 и више година                                                                  | 205057   |
| 5   | Мушко становништво са 3 и више година                                                            | 102236   |
| 6   | Женско становништво са 3 и више година                                                           | 102821   |
| 7   | Становништво са 5 и више година                                                                  | 196599   |
| 8   | Мушко становништво са 5 и више година                                                            | 97881    |
| 9   | Женско становништво са 5 и више година                                                           | 98718    |
| 10  | Становништво са 12 и више година                                                                 | 167915   |
| 11  | Мушко становништво са 12 и више година                                                           | 83178    |
| 12  | Женско становништво са 12 и више година                                                          | 84737    |
| 13  | Становништво са 15 и више година                                                                 | 155568   |
| 14  | Мушко становништво са 15 и више година                                                           | 77097    |
| 15  | Женско становништво са 15 и више година                                                          | 78471    |
| 16  | Становништво са 18 и више година                                                                 | 142774   |
| 17  | Мушко становништво са 18 и више година                                                           | 70659    |
| 18  | Женско становништво са 18 и више година                                                          | 72115    |
| 19  | Становништво од 3 до 5 година                                                                    | 12581    |
| 20  | Мушко становништво од 3 до 5 година                                                              | 6429     |
| 21  | Женско становништво од 3 до 5 година                                                             | 6152     |
| 22  | Становништво од 6 до 11 година                                                                   | 24561    |
| 23  | Мушко становништво од 6 до 11 година                                                             | 12629    |
| 24  | Женско становништво од 6 до 11 година                                                            | 11932    |
| 25  | Становништво од 8 до 14 година                                                                   | 28736    |
| 26  | Мушко становништво од 8 до 14 година                                                             | 14517    |
| 27  | Женско становништво од 8 до 14 година                                                            | 14219    |
| 28  | Становништво од 12 до 14 година                                                                  | 12347    |
| 29  | Мушко становништво од 12 до 14 година                                                            | 6081     |
| 30  | Женско становништво од 12 до 14 година                                                           | 6266     |
| 31  | Становништво од 15 до 17 година                                                                  | 12794    |
| 32  | Мушко становништво од 15 до 17 година                                                            | 6438     |
| 33  | Женско становништво од 15 до 17 година                                                           | 6356     |
| 34  | Становништво од 18 до 24 године                                                                  | 28576    |
| 35  | Мушко становништво од 18 до 24 године                                                            | 14107    |
| 36  | Женско становништво од 18 до 24 године                                                           | 14469    |
| 37  | Женско становништво од 15 до 49 година                                                           | 63221    |
| 38  | Становништво са 60 и више година                                                                 | 14224    |
| 39  | Мушко становништво са 60 и више година                                                           | 7025     |
| 40  | Женско становништво са 60 и више година                                                          | 7199     |
| 41  | Однос између мушкараца и жена                                                                    | 99.58    |
| 42  | Становништво од нуле до 14 година                                                                | 61399    |
| 43  | Становништво од 15 до 64 године                                                                  | 146234   |
| 44  | Становништво од 65 година и више                                                                 | 9334     |
| 45  | Просечан број деце                                                                               | 2.07     |
| 46  | Становништво рођено у ентитету                                                                   | 138867   |
| 47  | Мушко становништво рођено у ентитету                                                             | 68724    |
| 48  | Женско становништво рођено у ентитету                                                            | 70143    |
| 49  | Становништво рођено у другом ентитету                                                            | 70411    |
| 50  | Мушко становништво рођено у другом ентитету                                                      | 35776    |
| 51  | Женско становништво рођено у другом ентитету                                                     | 34635    |
| 52  | Становништво од 5 година и више резидентно у ентитету у јуну 2005. године                        | 177267   |
| 53  | Мушко становништво старосног доба од 5 година и више, резидентно у ентитету у јуну 2005. године  | 88126    |
| 54  | Женско становништво старосног доба од 5 и више година, резидентно у ентитету у јуну 2005. године | 89141    |
| 55  | Становништво од 5 година и више које је живело у другом ентитету у јуну 2005. године             | 14869    |
| 56  | Мушко становништво старије од 5 година које је живело у другом ентитету у јуну 2005. године      | 7376     |
| 57  | Женско становништво старије од 5 година које је живело у другом ентитету у јуну 2005. године     | 7493     |
| 58  | Становништво од 3 године и више које говори аутохтони језик                                      | 2955     |
| 59  | Мушко становништво старо 3 године и више које говори аутохтони језик                             | 1586     |
| 60  | Женско становништво старо 3 године и више које говори аутохтони језик                            | 1369     |
| 61  | Становништво од 3 године и више које говори аутохтони језик и не говори шпански језик            | 26       |
| 62  | Мушко становништво старо 3 године и више које говори аутохтони језик и не говори шпански         | 7        |
| 63  | Женско становништво старо 3 године и више које говори аутохтони језик и не говори шпански језик  | 19       |
| 64  | Становништво старо 3 године и више које говори аутохтони језик и шпански                         | 2632     |
| 65  | Мушко становништво старо 3 године и више које говори аутохтони језик и шпански                   | 1422     |
| 66  | Женско становништво старо 3 године и више које говори аутохтони језик и шпански                  | 1210     |
| 67  | Становништво од 5 година и више које говори аутохтони језик                                      | 2945     |
| 68  | Становништво од 5 година и више које говори аутохтони језик и не говори шпански језик            | 26       |
| 69  | Становништво од 5 година и више које говори аутохтони језик и говори шпански језик               | 2629     |
| 70  | Становништво у домородачким домаћинствима                                                        | 6790     |
| 71  | Становништво са ограничењима у активностима                                                      | 8727     |
| 72  | Становништво са ограниченим ходањем или кретањем, горе или доле                                  | 4353     |
| 73  | Становници са ограничењима вида, чак и уз кориштење сочива                                       | 3042     |
| 74  | Становништво са ограничењима говора, комуникације или конверзације                               | 853      |
| 75  | Становништво са ограниченим слухом                                                               | 622      |
| 76  | Становништво са ограничењима при одевању, купању или јелу                                        | 320      |
| 77  | Становништво са ограничењима у опажању или учењу једноставних ствари                             | 325      |
| 78  | Становништво са менталним ограничењима                                                           | 670      |
| 79  | Становништво без ограничења активности                                                           | 205606   |
| 80  | Становништво од 3 до 5 година које не похађа школу                                               | 5332     |
| 81  | Мушко становништво од 3 до 5 година које не похађа школу                                         | 2723     |
| 82  | Женско становништво од 3 до 5 година које не похађа школу                                        | 2609     |
| 83  | Становништво од 6 до 11 година које не похађа школу                                              | 922      |
| 84  | Мушко становништво од 6 до 11 година које не похађа школу                                        | 512      |
| 85  | Женско становништво од 6 до 11 година које не похађа школу                                       | 410      |
| 86  | Становништво од 12 до 14 година које не похађа школу                                             | 1040     |
| 87  | Мушко становништво од 12 до 14 година које не похађа школу                                       | 504      |
| 88  | Женско становништво од 12 до 14 година које не похађа школу                                      | 536      |
| 89  | Становништво од 15 до 17 година похађа школу                                                     | 8560     |
| 90  | Мушко становништво од 15 до 17 година похађа школу                                               | 4306     |
| 91  | Женско становништво између 15 и 17 година живота у школи                                         | 4254     |
| 92  | Становништво од 18 до 24 године похађа школу                                                     | 7967     |
| 93  | Мушко становништво од 18 до 24 године похађа школу                                               | 4141     |
| 94  | Женско становништво од 18 до 24 године похађа школу                                              | 3826     |
| 95  | Становништво од 8 до 14 година које не може да чита и пише                                       | 1144     |
| 96  | Мушко становништво старосног доба од 8 до 14 година које не може да чита и пише                  | 666      |
| 97  | Женско становништво старосног доби од 8 до 14 година које не може да чита и пише                 | 478      |
| 98  | Становништво од 15 година и више које је неписмено                                               | 8416     |
| 99  | Мушко становништво од 15 година и више које је неписмено                                         | 3563     |
| 100 | Женско становништво од 15 година и више које је неписмено                                        | 4853     |
| 101 | Становништво старо 15 и више година без школовања                                                | 9539     |
| 102 | Мушко становништво старо 15 и више година без школовања                                          | 4145     |
| 103 | Женско становништво старо 15 и више година без школовања                                         | 5394     |
| 104 | Становништво старосног доба 15 и више година са непотпуним основним образовањем                  | 18839    |
| 105 | Мушко становништво старосног доба од 15 година и више са непотпуном основним образовањем         | 9154     |
| 106 | Женско становништво старосног доба 15 и више година са непотпуном основним образовањем           | 9685     |
| 107 | Становништво старо 15 и више година са комплетним основним образовањем                           | 22075    |
| 108 | Мушко становништво старо 15 година и више са комплетним основним образовањем                     | 10294    |
| 109 | Женско становништво старо 15 и више година са комплетним основним образовањем                    | 11781    |
| 110 | Становништво старосног доба 15 и више година са непотпуним средњим образовањем                   | 8002     |
| 111 | Мушко становништво старосног доба од 15 година и више са непотпуним средњим образовањем          | 4236     |
| 112 | Женско становништво старосног доба од 15 година и више са непотпуним средњим образовањем         | 3766     |
| 113 | Становништво старо 15 и више година са пуним секундарном образовањем                             | 32840    |
| 114 | Мушко становништво старосног доба од 15 година и више са пуним секундарном образовањем           | 16312    |
| 115 | Женско становништво старосног доба од 15 година и више са пуним секундарном образовањем          | 16528    |
| 116 | Становништво старије од 18 година са постосновним образовањем                                    | 58127    |
| 117 | Мушко становништво старије од 18 година са постосновним образовањем                              | 30221    |
| 118 | Женско становништво старије од 18 година са постосновним образовањем                             | 27906    |
| 119 | Просечна оцена школовања                                                                         | 9.1      |
| 120 | Просечан ниво образовања мушке популације                                                        | 9.31     |
| 121 | Просечан ниво образовања женског становништва                                                    | 8.9      |
| 122 | Економски активно становништво                                                                   | 89324    |
| 123 | Економски активна мушка популација                                                               | 61456    |
| 124 | Економски активна женска популација                                                              | 27868    |
| 125 | Становништво које није економски активно                                                         | 76932    |
| 126 | Мушко становништво које није економски активно                                                   | 20864    |
| 127 | Женско становништво које није економски активно                                                  | 56068    |
| 128 | Запослено становништво                                                                           | 86138    |
| 129 | Запослено мушко становништво                                                                     | 58856    |
| 130 | Запослено женско становништво                                                                    | 27282    |
| 131 | Незапослена популација                                                                           | 3186     |
| 132 | Незапослена мушка популација                                                                     | 2600     |
| 133 | Незапослена женска популација                                                                    | 586      |
| 134 | Становништво без права на здравствене услуге                                                     | 53674    |
| 135 | Становништво које има право на здравствене услуге                                                | 161588   |
| 136 | Становништво које има право на ИМСС                                                              | 78201    |
| 137 | Становништво које има право на социјално осигурање                                               | 6270     |
| 138 | Становништво које има право на државно социјално осигурање                                       | 211      |
| 139 | Становништво које има право на опште осигурање или здравствено осигурање за нову генерацију      | 54767    |
| 140 | Становништво које је било једном или није било у браку током 12 година и више                    | 53424    |
| 141 | Венчано или уједињено становништво од 12 година и више                                           | 96791    |
| 142 | Становништво које је било у браку или уједињено 12 година и више                                 | 16375    |
| 143 | Становништво са католичком религијом                                                             | 138237   |
| 144 | Протестанти, еванђелисти и библијски следбеници различити од еванђелиста                         | 34896    |
| 145 | Становништво са другим религијама различитим од претходних                                       | 97       |
| 146 | Становништво без религије                                                                        | 21561    |
| 147 | Укупно пописаних домаћинства                                                                     | 57656    |
| 148 | Пописна домаћинства на челу са мушкарцима                                                        | 43061    |
| 149 | Пописна домаћинства на челу са женама                                                            | 14595    |
| 150 | Становништво у пописним домаћинствима                                                            | 216579   |
| 151 | Становништво у пописним домаћинствима на челу са мушкарцима                                      | 165423   |
| 152 | Становништво у пописним домаћинствима на челу са женама                                          | 51156    |
| 153 | Укупно домаћинстава                                                                              | 71648    |
| 154 | Укупно насељених домаћинстава                                                                    | 59017    |
| 155 | Укупно приватних кућа                                                                            | 70287    |
| 156 | Насељени приватни домови                                                                         | 57656    |
| 157 | Укупно насељених приватних кућа                                                                  | 58990    |
| 158 | Ненасељене приватне куће                                                                         | 6159     |
| 159 | Појединачна домаћинства за привремену употребу                                                   | 6472     |
| 160 | Становници у насељеним приватним кућама                                                          | 216579   |
| 161 | Насељеност станара у приватним становима                                                         | 3.76     |
| 162 | Просечно становника по соби у приватним насељеним домаћинствима                                  | 1.25     |
| 163 | Појединачна домаћинства са подовима од различитих материјала од земље                            | 54749    |
| 164 | Појединачна домаћинства у приземљу                                                               | 2673     |
| 165 | Појединачна домаћинства са једном спаваћом собом                                                 | 28071    |
| 166 | Појединачна домаћинства са две спаваће собе и више                                               | 29398    |
| 167 | Појединачна домаћинства са једним собом                                                          | 13841    |
| 168 | Појединачна домаћинства са две собе                                                              | 10938    |
| 169 | Појединачна домаћинства са 3 собе и више                                                         | 32634    |
| 170 | Појединачна домаћинства која имају електрично светло                                             | 56437    |
| 171 | Појединачна домаћинства која немају електрично светло                                            | 1066     |
| 172 | Појединачна домаћинства која имају водоводну воду у стамбеном простору                           | 42445    |
| 173 | Појединачна домаћинства која немају водоводну воду у стамбеном простору                          | 14938    |
| 174 | Појединачна домаћинства која имају тоалет                                                        | 56190    |
| 175 | Појединачна домаћинства која имају канализацију                                                  | 54391    |
| 176 | Појединачна домаћинства која немају канализацију                                                 | 2926     |
| 177 | Појединачна домаћинства која имају електрично светло, довод воде из јавне мреже и канализацију   | 41060    |
| 178 | Појединачна домаћинства без икаквих услова                                                       | 1339     |
| 179 | Појединачна домаћинства која имају радио                                                         | 39961    |
| 180 | Појединачна домаћинства која имају телевизор                                                     | 53279    |
| 181 | Појединачна домаћинства која имају фрижидер                                                      | 49620    |
| 182 | Појединачна домаћинства која имају машину за веш                                                 | 45220    |
| 183 | Појединачна домаћинства која имају аутомобил или комби                                           | 21904    |
| 184 | Појединачна домаћинства која имају рачунар                                                       | 20087    |
| 185 | Појединачна домаћинства која имају фиксну телефонску линију                                      | 18755    |
| 186 | Појединачна домаћинства која имају мобилни телефон                                               | 45613    |
| 187 | Појединачна домаћинства која имају приступ интернету                                             | 15293    |